# Gefion og Gylfe
Gefion og Gylfe er en fredet tvillingeejendom i Østbanegade på Indre Østerbro i København, opført i 1900-02.
Tvillingeejendommen består af to fire etagers hjørneejendomme der er forbundet ved et tredelt, loggialignende portparti. Portpartiet går over Mandalsgade og ligger i aksen for den oprindelige Langelinjebro over jernbaneterrænet ved Østerport Station. Oprindeligt skulle denne vejlinje have været forbundet med vore dages Livjægergade, men vejen er aldrig blevet brudt igennem fra Kristianiagade til Kastelsvej.
Ejendommen er opført i en pastiche over nederlandsk renæssancestil efter tegninger af arkitekten Philip Smidth og er fredet i 2000. Den flankeres af Stavangergade og Fridtjof Nansens Plads, som indtil 1931 netop hed Gylfesgade.
Ejendommen Gylfe er hjemsted for Irlands ambassade.

## Etymologi
Gefion er gudinden som pløjer Sjælland ud af Sverige på opfordring af sagn-kongen Gylfe. Gefionspringvandet ligger ikke langt herfra og en del af Fridtjof Nansens Plads har tidligere været navngivet Gefionsvej. Gefionsgade findes stadigvæk, ganske tæt på ejendommen.